# Brigitte Martha Moser
Brigitte Martha Moser-Dossenbach (geb. 3. November 1945 in Baar; gest. 24. September 2024 ebenda) war eine Schweizer Schmuckdesignerin.

## Leben und Werk
Brigitte Moser wuchs in Baar auf und absolvierte von 1963 bis 1967 eine Ausbildung als Goldschmiedin bei Wolfgang von Müller in Zug. 1971 eröffnete sie ihr erstes Goldschmiedeatelier an der Marktgasse in Baar. Ein Jahr später begann sie ihre Galerietätigkeit. Ihr Atelier verschaffte einheimischen Kunstschaffenden eine Plattform für ihre Malereien und Objekte. Mit Unterbrüchen führte sie ein selbstständiges Schmuckatelier erst in Zug, später in Baar, bis sie 2019 ihr Atelier aufgab und einen Arbeitsplatz im Atelier 63 fand.
1983 studierte Moser an der Fachhochschule für Kunst und Design Köln bei Professor Peter Skubic. Unter diesem avantgardistischen Schmuckdesigner lernte sie den Umgang mit Materialien wie Stahl, Draht, Glas, Steinen, Knochen, Zähne und Haar. Sie entwickelte ihren persönlichen Stil, eine Mischung aus Funktionalität und Kunst. Weitere Studienaufenthalte folgten in Nîmes an der École des Arts Fontblanche und in Florenz.
Zweimal wurde sie als Stadtgoldschmiedin ausgewählt: 1996 in Erfurt und 1998 in Schwäbisch Gmünd. 1998 war Moser zweite Stipendiatin im Berliner Atelier des Kantons Zug. Moser leitete verschiedene Schmuckworkshops in Braunwald und Ballenberg. Ihre Schmuckobjekte konnte sie auch bei Modeschauen präsentieren, unter anderem 2017 im Kunsthaus Zug zusammen mit der Modeschöpferin Christa de Carouge.
Mosers Werk zeichnet sich durch eine ausgeprägte Experimentierfreude aus. Sie kombinierte ungewöhnliche Materialien mit Edelsteinen und -metallen. Ihre Schmuckstücke spielen oft mit dem Kontrast zwischen robusten und filigranen Elementen.
Brigitte Moser war mit dem Modephotographen Christian Moser verheiratet. Ab 1998 lebte sie mit ihrem Lebenspartner Urs Eddie Bär erst in Hünenberg, dann in Baar.

## Projekte
- 1974: Baarer Wochenmarkt. Mitinitiantin
- 1983: Forum für Schmuck und Design, Köln. Gründungsmitglied und Regionalbeauftragte für die Schweiz
- 1999: Zuger Privileg. Gründungsmitglied[5]
- 2006: Zuger Kunstnacht. Gründungsmitglied[6]
- 2012: Kunstkiosk Baar. Gründungsmitglied[7]
- 2016/2018: Ausstellungen «Frisch von heute» und «Frisch verpackt» in Zug. Initiantin

## Ausstellungen
- 1987: 1. Biennale du Bijoux, Paris. Gruppenausstellung
- 1996: Erfurter Schmucksymposium: Orden, Zeichen, Signale. Gruppenausstellung[8]
- 1998: Galerie des Gmünder Kunstvereins. Haarige und andere Schmuck-geschichten. Einzelausstellung
- 1999: Kunsthaus Zug: Im Zwischenraum. Einzelausstellung[9]
- 2008: Bonn, Forum für Schmuck und Design. Horror Vacui – Die Furcht der Leere. Gruppenausstellung
- 2012: Berlin, Galerie «Atelier Martina Dempf in der Remise». Paradies und Urgestein. Gruppenausstellung
- 2012: Zürich, Museum Bellerive. Entfesselt – Schmuck ohne Grenzen. Gruppenausstellung[10]
- 2012/13: Bonn, Forum für Schmuck und Design. Stille Post. Gruppenausstellung
- 2013: Zürich, Wyssart. Einzelausstellung
- 2017: Landesmuseum Zürich: Schmuck. Material Handwerk Kunst[11]
- 2018 Schwäbisch Gmünd. Silberwarenmuseum Ott-Pausersche Fabrik; Impulse – 30 Jahre Stiftung Gold- und Silberschmiedekunst. Gruppenausstellung
- 2020: Forum für Schmuck und Design. Ein anderes Jahr. Gruppenausstellung[12]
- 2022: Forum für Schmuck und Design. Morgens gedacht – Abends gemacht. Gruppenausstellung[13]
- 2023: Kunsthaus Zug. Neue Schenkungen. Gruppenausstellung[14]
- 2024: Mitgliederausstellung des Forums für Schmuck und Design, Köln zum 40-jährigen Jubiläum
- 2024: Formforum. Wanderausstellung. Der letzte Ring. Gruppenausstellung[15]
- 2024: Zug, Shedhalle. Sonderausstellung Brigitte Moser

## Auszeichnungen
- 2008: Gemeinde Baar. Baarer Kulturpreis
- 2016: Köln, Forum für Schmuck und Design. Der vergoldete David
- 2016: Kanton Zug. Zuger Anerkennungspreis
- 2017: Stadt Zug. Kulturschärpe der Stadt Zug

## Arbeiten in öffentlichen Sammlungen
- Angermuseum Erfurt
- Schweizer Landesmuseum, Zürich
- Gemeinde Baar[16]
- Kunsthaus Zug[17]
- Kanton Zug, Erwerbungen 2022[18]

## Publikationen
- Brigitte Moser – Schmuck. Eigenverlag, Baar 2013.